# ディスコ エリジウム
『ディスコ エリジウム』は2019年のロールプレイングゲームである。ZA/UMが開発、販売し、Infinity Engineを使っていた頃のゲーム、特に『プレーンスケープ トーメント』から着想を得た。本作はエストニアの小説家Robert Kurvitzが執筆、デザインした。独特な油絵の作風で、イギリスのバンドのブリティッシュ・シー・パワーが作曲した。
本作は架空の町の海辺の地区が舞台になっている。この地区はゲームが始まる数十年前に起こった包囲攻撃の影響から依然として立ち直れないでいる。プレイヤーは記憶喪失の刑事という役割を果たす。刑事は殺人事件の謎を解く任務を課せられている。捜査中、刑事は自分の過去に関する出来事を徐々に思い出し、複数の勢力が町に影響を及ぼそうとする。本作は2019年10月にWindows向けに発売され、2020年4月にmacOS向けに発売された。本作の拡張版にはフルボイスと新規コンテンツが追加され、『ザ ファイナル カット』という副題が付けられた。『ディスコ エリジウム ザ ファイナル カット』は2021年に家庭用ゲーム機向けに発売され、同時にPC版とmacOS版の無料のアップデートが公開された。
本作には戦闘がないため、伝統的なロールプレイングゲームではない。その代わり、24個のスキルのシステムを通してスキルチェックとテキストの選択肢を使い、ゲーム内の出来事を解決する。24個のスキルは知覚や痛覚閾値など主人公の様々な面を表している。さらに、思考キャビネットと呼ばれるシステムは主人公のイデオロギーや性格を表し、プレイヤーは自由に思考を支持したり、やめたりすることができる。本作は以前Kurvitzが制作したテーブルトークRPGの設定に基づいている。その後、その設定をコンピュータゲームに適合させるため、2016年にZA/UMを設立した。本作のナラティブと美術は世界的に絶賛され、複数のゲーム関係のメディアでゲーム・オブ・ザ・イヤーなどの多くの賞を受賞した。テレビドラマ化されることが2020年に発表された。

## ゲームプレイ
『ディスコ エリジウム』はオープンワールドとテキスト主体のゲームプレイメカニクスを備えているロールプレイングゲームである。本作は等角投影図で提示され、そこでプレイヤーキャラクターを操作する。プレイヤーは殺人事件における刑事の役割を担う。刑事は酒と薬物に起因する記憶喪失を患っている。強調表示された物体に触ったり、ノンプレイヤーキャラクター（NPC）と話したりするために、プレイヤーは現在の画面で刑事をあちこちに動かしたり、別の画面へ進めたりすることができる。ゲームの初期に、プレイヤーは相棒のキム・キツラギと会う。キツラギはもう1人の刑事で、主人公のプロ意識の声という役割を果たす。また、助言をしたり、特定のテキストの選択肢で主人公を助けたりする。他のNPCが感化されて一時的な仲間になることがあり、主人公のグループに参加したり、主人公を助けたりする。
ゲームプレイには従来の戦闘がない。その代わり、スキルチェックとテキストの選択肢を使って対応する。ゲームには主要なアビリティが4個ある。それは知性、精神、肉体、運動能力である。それぞれのアビリティには明確に異なる補助的なスキルが6個あり、合計で24個のスキルとなる。プレイヤーはレベルアップすることで得られるスキルポイントを使ってスキルを向上させる。プレイヤーが主人公に装備する衣類を選択することで、特定のスキルに良い影響と悪い影響の両方を与えることができる。スキルチェックはさいころを振って出た目によってランダムに決まり、スキルをレベルアップするとスキルチェックの成功に役立つ。しかし、スキルをレベルアップすることで、悪い影響をもたらしたり、主人公が奇妙な行動をとったりする可能性があり、スキルの極端な振り分けを抑制している。例えば、高い演劇スキルを持つ主人公は効果的に嘘を見抜いたり、嘘をでっちあげたりすることができる。しかし、不安で自分の感情が制御できなくなったり、疑心暗鬼になったりしやすくなる。同様に、電気化学スキルが高いと、薬物の悪影響から主人公を守り、薬物についての知識を与える。しかし、薬物乱用やその他の自己破壊的な行動を引き起こすかもしれない。
本作には「思考キャビネット」という補助的なインベントリシステムがある。他のキャラクターと会話したり、主人公が心の中で内面的な対話をしたりすることで、思考をアンロックすることができる。その後、ゲーム内で一定の時間が経過すると、プレイヤーは思考を「内面化」することができる。一度完了すると、主人公に永続的な利益を与えるが、たまに悪い影響を与えることもある。思考キャビネットの構想はZA/UMが『Fallout』シリーズのTraitsシステムになぞらえたものである。初めは、思考キャビネットで利用できるスロットの数が制限されているが、スキルポイントを使ってより多くのスロットを利用できるようになる。例えば、思考キャビネットで初期に選択できるものは「浮浪刑事」の思考である。浮浪刑事の思考では、主人公がお金を節約するため路上で生活する選択肢を思案する。この思考を内面化している間、他のNPCに対する主人公の平静スキルが下がる。主人公が浮浪刑事の思考を完了させると、主人公は路上でがらくたを以前よりもたくさん見つけることができ、がらくたを売ってお金にすることができる。
24個のスキルもテキストに関与し、主人公が自分の心や体の一面であるスキルと心の中で議論をするという状況を生み出し、プレイヤーが断片化された人格と話をしているという考えを生み出す。心の中で会話することで、スキルに付与されたスキルポイントに応じて、提案や付加的な洞察をもたらす。提案や付加的な洞察によって、プレイヤーが任意の行動をしたり、NPCと対話したりすることにつながる。例えば、ZA/UMは精神の補助的なスキルである内陸帝国を感受性の強さを表現したものであると説明する。内陸帝国と議論する際にプレイヤーが内陸帝国の提案を受け入れる場合、主人公が有罪であると押し通す必要がある状況に陥るかもしれない。

## 概要

### 設定
『ディスコ エリジウム』はエリジウムという幻想的リアリズムの世界を舞台にしている。エリジウムは数年前にKurvitzと開発チームが発展させた。エリジウムには6000年を超える歴史がある。本作は現世紀の51年を舞台にしている。現世紀の51年は設定のうち最も近代的な時代である。エリジウムは「イソラ」で構成されている。イソラとは陸と海の集まりのことで、イソラは識域（ペイル）で相互に分離されている。識域は不可解な霧状の「結合組織」であり、識域では現実世界の法則は崩壊する。識域に長期間さらされると精神的に不安定な状態になり、最終的に死に至る可能性がある。識域の横断は通常、空気静力学を用いて行われるが、危険であるため厳しく制限されている。
本作の設定では、政治的歴史と文化的歴史は場所によって著しく多様であり、異なる派閥がたくさんある。本作の国家と民衆はたいてい4つの主要なイデオロギーに従っている。4つの主要なイデオロギーは共産主義、ファシズム、倫理主義、ウルトラリベラルである。共産主義はクラフ・マゾフという名前の経済学者かつ史的唯物論者により築かれ、マゾフ派とも呼ばれる。この共産主義は赤色や鎌と槌に関連しておらず、その代わり、白色と一対の鹿の枝角の横に配置された五芒星によって表現される。倫理主義は中道派のイデオロギーにもかかわらず、エリジウムの最大宗教であるドロレス教と関連があるため、宗教的な含みを帯びている。ドロレス教の主要な特徴の1つは「イノセンス」である。イノセンスは聖人のような人物であり、「歴史の具現化」であると言われ、存命中に大きな宗教的、政治的権力を行使し、教皇の地位に似ている。6人の歴史上のイノセンスのうち、最も偉大で、最も影響力のあるイノセンスはドロレス・デイである。ドロレス・デイは謎に包まれた出自の女性であり、世界の近代的な機関の多くを設立し、約3世紀前にイソラ間の遠征を奨励し、初めて成功させた。また、ドロレス・デイは肺が光ると言われており、結果として、エリジウムにおける一般的な愛の象徴は心臓ではなく一対の肺である。
ゲーム中の出来事は貧困に苦しむ地区であるマルティネーズで起こる。マルティネーズは「新新世界」であるインスリンデ・イソラのレヴァショール市にある。ゲーム中の出来事の49年前に、共産主義者の革命の波が多数の国を通過した。レヴァショール宗主国は君主制で、このときまではエリジウムにおいて突出した超大国であったが、宗主国は転覆され、コミューンに交代した。6年後、レヴァショール・コミューンは「連合」と呼ばれる倫理主義で資本主義の国々の侵略同盟によって引き降ろされた。レヴァショールは連合管理下の統制地区に指定され、数十年にわたって厳格に連合の支配下におかれている。連合がレヴァショールの市民に与えた数少ない自治権のひとつは治安維持であり、治安維持はレヴァショール市民軍（RCM）が遂行している。RCMは自発的な市民の集団が半ば職業的な警察に変化したものである。

### あらすじ
主人公はマルティネーズのホステルのめちゃくちゃになった部屋で目を覚ます。ひどい二日酔いで、自分の身元についての記憶がない。主人公はキム・キツラギ警部補と会う。

## 開発
『ディスコエリジウム』はZA/UMが開発した。ZA/UMは2016年にエストニアの小説家Robert Kurvitzにより設立された会社であり、Kurvitzはリードライターとデザイナーとしての役割を果たした。Kurvitzは2001年からUltramelanhoolというバンドの一員で、バンドは資金調達に苦労しており、2005年のエストニアのタリンで、Kurvitzは酔っぱらって夜にティエストの「Adagio for Strings」を聴いている間に、架空の世界の着想を得た。バンドは確かなアイデアを得たと考え、そのアイデアを進展させるため、アーティストとミュージシャンの共同体を作り、『ダンジョンズ&ドラゴンズ』のスチームパンクのような構想を基にしたテーブルトークRPGを開発した。この共同体には油絵を描く画家Aleksander Rostovがいた。この期間にKurvitzはエストニアの作家Kaur Kenderと知り合い、KenderはKurvitzが前述の世界を舞台にした小説『Sacred and Terrible Air』を描くのを助けた。この小説は2013年に出版されたが、1000冊しか売れなかった。小説が失敗したあとの3年間、Kurvitzはうつ病とアルコール依存症になった。
Kurvitzはこの期間のアルコール依存症を最終的にはなんとか克服し、Kenderのアルコール依存症の克服を助けた。感謝の印として、KenderはKurvitzに小説を続けるのではなく、より大きな関心を引くために小説の世界をゲームとしてとらえようと提案した。Kurvitzはそれまでゲーム開発の経験が全くなかったが、一緒にゲーム開発で失敗する覚悟で続けてもよいというRostovの同意もあり、Kurvitzは等角投影図にうまく合ったレヴァショールのゲーム背景のイラストを見るとすぐに、このアイデアを続行させた。Kurvitzはどのようなゲームになるかを簡潔に記述した。「独創的な「幻想的リアリズム」の設定で、剣と銃と自動車を使って、D&Dに70年代の警察ドラマを合わせる。等角投影図のコンピュータRPGとして実現させる。非常に有名なプレーンスケープ トーメントやバルダーズ・ゲートの現代的な発展として。内容の充実した、状況の変化に対応する物語。広大な貧困に苦しむ地区を探索する。難解で戦略的な戦闘」Kenderは説得力のある記述に感銘を受けて、ゲームの開発に投資し、友人や家族が追加の投資をした。このゲームは近日発売予定の2017年のゲームとして、『No Truce With the Furies』というタイトルで発表された。このタイトルはR.S. Thomasの「Reflections」という詩から引用されており、この詩は1995年にThomasの『No Truce with the Furies』という本で出版された。
Kurvitzはゲームを制作するためにZA/UMチームを設立し、「za um」という名前を使った。「za um」はZaumへの言及であり、Zaumはロシアの前衛的な詩人が1900年代初期に作成した人工言語である。ZA/UMを「確かに存在していて、8トンの重さがあるようなもの」として示すために大文字やスラッシュ記号を使用しているが、この名前はロシア語で「精神に対して」や「精神から」と読むことができる。ゲームの作業は2016年頃に始まり、開発チームはタリンの元画廊の建物に無断で住んでいた。開発チームは1年目にベンチャーキャピタルを確保することができた。これにより、Kurvitzはゲームのサウンドトラックにイギリスのバンドのブリティッシュ・シー・パワーを捜し出すことができた。ブリティッシュ・シー・パワーと話をするためにバーミンガムにいる間、開発と音声収録の両方により多くの地域資源があるため、主要な開発チームにはイギリスのほうが良い場所であるということにKurvitzは気づいた。開発中、エストニアからロンドンやブライトンへ転勤した社員もいれば、ポーランドやルーマニアや中国で仕事をしたデザイナーもいた。ゲームの発売時点で、ZA/UMは全体で外部コンサルタントが約20人、社内の開発者が35人おり、ライター8人がテキスト執筆でKurvitzを手助けした。資金調達の大部分はエストニアの実業家Margus Linnamäeが提供した。このゲームではUnityを使用している。
当初計画したように、ゲームは2017年に発売するため、ひとつの町での行動に重点を置いた。しかし、ZA/UMは投資家により大きな世界に及ぶゲームになると示したため、ひとつの場所を超えて広げる必要が生じ、ゲームの発売を延期することを余儀なくされた。それに伴い、ゲームの名前を『ディスコ エリジウム』に変更した。このタイトルは「ディスコ」という言葉に関連した二重の意味がある。1つ目の意味では、ディスコミュージックの一時的な流行に似て、熱気が冷める前に短時間注目を集めるという考えに言及しており、主人公の衣服のスタイルに反映されている。一方、直訳的な意味では、「ディスコ」はラテン語で「私は学ぶ」という意味であり、そのため、主人公がエリジウムの世界を学んで、記憶喪失を克服することに反映されている。Kurvitzは 『No Truce with the Furies』というタイトルは仮のタイトルであると前々から考えており、『ディスコ エリジウム』と他の計画中のゲームをまとめて販売するときのために取っておきたいと考えていた。ZA/UMは当初Humble Bundleで本作を販売する予定であったが、最終的には自社で販売することにした。

### デザイン、声の出演、影響
本作の美術は主に絵画的様式で描かれており、Aleksander Rostovがアートディレクターを務めた。本作のサウンドトラックはイギリスのバンドのブリティッシュ・シー・パワーが作曲した。声優にはヘヴィメタルバンドシクスのアーティストのMikee GoodmanやペリフェリーのMark Holcombがいる。また、最初に発売されたものでは文化解説ポッドキャスト『Red Scare』のDasha Nekrasovaや政治風刺ポッドキャスト『Chapo Trap House』の4人のホストが声優であったが、その後、『ディスコ エリジウム ザ ファイナル カット』では変更された。
ZA/UMは『ディスコ エリジウム』の文体や表現に影響を及ぼした作品をいくつか挙げた。主なものは1999年のゲーム『プレーンスケープ トーメント』である。『プレーンスケープ トーメント』は本作同様、記憶喪失のプレイヤーキャラクターがおり、大量のテキストがあり、等角投影図で描写されている。テレビ番組の『THE WIRE/ザ・ワイヤー』も本作の労働者階級の設定に影響を与えた。開発チームは人生の悲惨さを内包するエミール・ゾラの諸作品がゲームに影響を与えていると感じていたとナラティブデザイナーのHelen Hindpereは述べた。その他に本作に影響を与えた作品には、ゲームの『Kentucky Route Zero』、『TRUE DETECTIVE』や『ザ・シールド ルール無用の警察バッジ』といったテレビ番組、ダシール・ハメットやチャイナ・ミエヴィルやストルガツキー兄弟の著作物、レンブラント、イリヤ・レーピン、Jenny Saville、Alex Kanevsky、ワシリー・カンディンスキーといった芸術家が含まれる。また、KurvitzとRostovはエストニアの詩人Arvi Siigが本作に大きな影響を与えたと述べた。2020年にエストニアの大統領による年に一度のYoung Cultural Figure Awardで受賞した際に、「Siigのモダニズムがなければ、このゲームの舞台になっているエリジウムは全く違ったものになっていただろう」とKurvitzは述べ、国際的で急進的な人間中心主義者のエストニアの文化に対するSiigの構想が本作に受け継がれていると付け加えた。
Kurvitzは選択肢と選択した結果を最大限に複雑なものにすることを目標としているが、ゲーム開発の実状により制限されると述べた。現実的には起こりうる選択肢をすべて取り上げることができないということをKurvitzと開発チームは自覚しており、その代わりにKurvitzが「微小反応性」と呼ぶもの、つまり、恥ずかしいコメントをするといった、プレイヤーが行う些細な行動や決断と、その行動や決断がゲーム中の出来事を通して広まる様子に焦点を合わせた。些細な決断がゲームの世界により大きな影響を与える様子について、様々なスキルがプレイヤーと対話をして、批評したり、内面化したりする。そのため、プレイヤーはそのような選択肢にそのうち気づくようになる。また、このゲームには真の解決策がないということに気づくことが物語における付加的な要素となっている。プレイヤーは物語の一部を解決しても、最初の事件はレヴァショールの状況と同様にほとんど解決できない。どうしても修復したり、解決したりすることができない物語があるとプレイヤーに認めさせたり、ゲームの一部分だけでもプレイヤーに解決させたりするため、Kurvitzと開発チームはキムを現実的なキャラクターとして作った。

### ザ ファイナル カット
本作を拡張し、手を加えたものは『ザ ファイナル カット』と副題がつけられ、2020年12月に発表された。リードライターのHelen Hindpereによると、『ディスコ エリジウム ザ ファイナル カット』は当初発売されたゲームに対するプレイヤーの意見を基に制作された。『ザ ファイナル カット』ではゲームのナレーションやプレイヤーキャラクターのスキルを含め、300ほどのキャラクターにすべて声を当てた。Hindpereによると、120万語超を網羅している。本作ではキャラクターが重要であるため、ZA/UMは一般的にこの種のRPGで行われるような音声収録の外部委託をせず、社内で音声収録を行った。音声収録のために世界中で配役を行い、収録したものの処理を完成させるのに約14ヶ月かかった。それぞれのキャラクターの導入部分のセリフを読んだ声優のうち、再度起用された声優もいるが、ZA/UMはたくさんのキャラクター、特に脇役によりふさわしいと感じる声優を新たに捜し出した。ZA/UMはナレーターとスキルの声にジャズ・ミュージシャンのLenval Brownを見つけ出した。ナレーターとスキルはゲームのテキストのほぼ半分に相当する。ZA/UMはBrownが『ザ ファイナル カット』に必要不可欠であると考えた。Brownはボーカルディレクターとセリフを収録するのに約8ヶ月を費やした。スキルは様々なことをプレイヤーに説明するため、Brownは異なる性格のスキルの声をすべて一定で、ゆっくりとした、慎重なものになるようにした。しかし、スキルの性格の様々な面をそれぞれ区別しようとしたため、微妙な違いも持たせた。Nekrasovaや『Chapo Trap House』のホストによる声の出演はすべて変更された。『ザ ファイナル カット』では、例えば、ナレーションだけ声を出して、他のキャラクターは文字のみにするというように、プレイヤーは声の演出を適用する部分を選択することができる。
当初発売されたゲームからクエストが4つ削除されたが、物語における政治的な影響を掘り下げるため、この4つのクエストに再度手を加えた。この4つのクエストは政治ビジョンクエストと呼ばれている。Hindpereによると、プレイヤーがどうやってプレイヤーキャラクターを成長させるか、プレイヤーの決断がキャラクターをどこへ連れていくか、クエストを最後までやりとげるのにどれほど熱心に取り組んだか、それらをプレイヤーに考えさせることを意図してこのクエストは作られた。さらに、新しいイラストやアニメーションが追加され、ブリティッシュ・シー・パワーの曲が2曲追加されている。

## 販売
本作は最初にWindows向けに2019年10月15日に発売された。macOS版は2020年4月27日に発売された。ZA/UMが最初に翻訳して発売したもののひとつは中国語版であり、2020年3月に発売された。本作の内容が共産主義というテーマを扱っており、中国政府の基準を満たさないため、中国語版の発売時に中国でゲームを発売するのに必要となる通常の承認手続を避ける必要があった。発売後、中国のプレイヤーの評価から、共産主義での自分たちの経験が物語に反映されているため、本作に魅力を感じたということが示されていた。ZA/UMは2020年5月に性能が低いハードウェアでのゲームのパフォーマンスを改善するアップデートを公表し、他の言語の翻訳を追加した。この翻訳はコミュニティとローカライズを行う会社のTestronic Labsが行った。
最初にゲームを発売した後、Kurvitzは本作の拡張や続編の計画を発表した。さらに、本作が使ったシステムを基にしたテーブルトークRPGも発表された。このテーブルトークRPGは『You Are Vapor』をいう仮題がつけられた。また、Kurvitzは自分の小説である『Sacred and Terrible Air』を英語に翻訳する計画を発表した。『Sacred and Terrible Air』は物語としては本作の出来事の20年後を舞台としている。ZA/UMは2021年3月にAtelierで限定版の衣類と絵画の販売を始めた。Atelierではゲームを基にしたものを取り扱っている。

### ザ ファイナル カット
『ディスコ エリジウム ザ ファイナル カット』は2021年3月30日にPlayStation 4、PlayStation 5、Stadia向けに発売され、PCとmacOSの既存のゲーム用に無料のアップデートとして公表された。Nintendo Switch、Xbox One、Xbox Series X/S版は2021年10月12日に発売された。発売当初のゲームはPC向けにダウンロードのみで発売されていたため、オーストラリア等級審査委員会にレーティングを申請していなかったが、『ザ ファイナル カット』を家庭用ゲーム機で発売する予定となったため、委員会の審査が必要となった。性行為、違法薬物の乱用・依存、犯罪、残酷さ、暴力を描写したり、「一般的に分別のある大人に受け入れられている道徳、良識、礼儀の基準に背くような方法で不快な事象や嫌悪感をもよおす事象」を示したりしたため、『ザ ファイナル カット』は委員会に審査を拒否され、オーストラリアでの発売は違法となった。販売禁止はZA/UMが抗議した後、取り下げられた。「頻繁な薬物使用はプレイヤーのゲームの進行に悪影響を与え」、ゲームが薬物摂取に関する意欲を妨げると委員会が認めたため、『ザ ファイナル カット』は成人指定のR18+のレーティングに分類され、販売が許可された。『ザ ファイナル カット』は2022年8月25日に日本でスパイク・チュンソフトから発売された。

## 評価
本作はレビュー収集サイトMetacriticによると「普遍的な称賛」を受け、ナラティブと対話型のシステムが賞賛された。『PC Gamer』は本作の複雑さや自由さを賞賛し、カスタマイズ可能な点や物語の提示の方法を賞賛した。また、本作をRPGのPCゲームの中で最も優れたもののひとつとみなした。『IGN』は本作のオープンワールドを賞賛した。また、本作の規模はずっと小さいが、本作を『ウィッチャー3 ワイルドハント』や『レッド・デッド・リデンプション2』に好意的になぞらえた。『ワシントン・ポスト』は「非常に良く書けている」と述べた。『GameSpot』は10点中10点をつけた。『GameSpot』では2017年以来の満点となった。『PCGamesN』は本作が探索や対話のシステムの基準を新しく確立したと書いた。対照的に、『Eurogamer』はロールプレイングの選択肢を十分に提示しなかったことや焦点が明確に欠如していることを批判した。
『ディスコ エリジウム ザ ファイナル カット』はMetacriticにおいて最高点数のPCゲームとなった。『ザ ファイナル カット』は『IGN』と『ゲーム・インフォーマー』が再度評価を行い、両者ともに声の追加と新しいクエストを賞賛した。PlayStation版では当初、クエストが終わらなくなる進行不能バグが見つかった。

### 受賞
本作はThe Game Awards 2019の4つの部門にノミネートされ、すべての部門で受賞し、The Game Awards 2019で最大の受賞数となった。『Slant Magazine』、『USGamer』、『PC Gamer』、『Zero Punctuation』は本作をゲーム・オブ・ザ・イヤーに選んだ。『タイム』は本作を2010年代のトップ10のゲームに入れた。また、2020年のネビュラ賞 ゲームライティング部門にノミネートされた。
| 年   | 賞                                 | 部門                                            | 結果       | 出典   |
| ---- | ---------------------------------- | ----------------------------------------------- | ---------- | ------ |
| 2019 | ゴールデンジョイスティックアワード | Ultimate Game of the Year                       | ノミネート | [ 84 ] |
| 2019 | The Game Awards 2019               | Best Narrative                                  | 受賞       | [ 77 ] |
| 2019 | The Game Awards 2019               | Best Independent Game                           | 受賞       | [ 77 ] |
| 2019 | The Game Awards 2019               | Best Role-Playing Game                          | 受賞       | [ 77 ] |
| 2019 | The Game Awards 2019               | Fresh Indie Game (ZA/UM)                        | 受賞       | [ 77 ] |
| 2020 | 23rd Annual D.I.C.E. Awards        | Game of the Year                                | ノミネート | [ 85 ] |
| 2020 | 23rd Annual D.I.C.E. Awards        | Outstanding Achievement in Story                | 受賞       | [ 85 ] |
| 2020 | 23rd Annual D.I.C.E. Awards        | Role-Playing Game of the Year                   | ノミネート | [ 85 ] |
| 2020 | 23rd Annual D.I.C.E. Awards        | Outstanding Achievement for an Independent Game | ノミネート | [ 85 ] |
| 2020 | 23rd Annual D.I.C.E. Awards        | Outstanding Achievement in Game Design          | ノミネート | [ 85 ] |
| 2020 | 23rd Annual D.I.C.E. Awards        | Outstanding Achievement in Game Direction       | ノミネート | [ 85 ] |
| 2020 | ネビュラ賞                         | ゲームライティング部門                          | ノミネート | [ 83 ] |
| 2020 | 20th Game Developers Choice Awards | Best Narrative                                  | 受賞       | [ 86 ] |
| 2020 | 20th Game Developers Choice Awards | Best Visual Art                                 | ノミネート | [ 86 ] |
| 2020 | 20th Game Developers Choice Awards | Best Debut (ZA/UM)                              | 受賞       | [ 86 ] |
| 2020 | 20th Game Developers Choice Awards | Innovation Award                                | ノミネート | [ 86 ] |
| 2020 | SXSWゲーム賞                       | Video Game of the Year                          | ノミネート | [ 87 ] |
| 2020 | SXSWゲーム賞                       | Matthew Crump Cultural Innovation Award         | 受賞       | [ 87 ] |
| 2020 | SXSWゲーム賞                       | Excellence in Art                               | ノミネート | [ 87 ] |
| 2020 | SXSWゲーム賞                       | Excellence in Design                            | ノミネート | [ 87 ] |
| 2020 | SXSWゲーム賞                       | Excellence in Musical Score                     | ノミネート | [ 87 ] |
| 2020 | SXSWゲーム賞                       | Excellence in Narrative                         | 受賞       | [ 87 ] |
| 2020 | 16th British Academy Games Awards  | Best Game                                       | ノミネート | [ 88 ] |
| 2020 | 16th British Academy Games Awards  | Artistic Achievement                            | ノミネート | [ 88 ] |
| 2020 | 16th British Academy Games Awards  | Debut Game                                      | 受賞       | [ 88 ] |
| 2020 | 16th British Academy Games Awards  | Game Design                                     | ノミネート | [ 88 ] |
| 2020 | 16th British Academy Games Awards  | Music                                           | 受賞       | [ 88 ] |
| 2020 | 16th British Academy Games Awards  | Narrative                                       | 受賞       | [ 88 ] |
| 2020 | 16th British Academy Games Awards  | Original Property                               | ノミネート | [ 88 ] |
| 2022 | 18th British Academy Games Awards  | Evolving Game                                   | ノミネート | [ 89 ] |

## 法的問題
2022年10月に、ZA/UMのMartin LuigaはLuiga、Kurvitz、Rostov、Hindpereが「不本意な形でZA/UMを退職した」と発表し、ZA/UMは「もはや設立時の精神を反映していない」と述べた。また、LuigaはZA/UM Cultural Associationが解散したと断言した。インタビューでは、LuigaはKurvitz、Rostov、Hindpereが虚偽の前提のもとに解雇されたと述べた。ZA/UMの広報担当者は「他のゲームと同様に、ディスコ エリジウムの開発は全員で行うものである。チームメンバーの貢献が必要であり、全体の一部として尊重される。現時点では、ZA/UMの開発チームは次のプロジェクトの開発に焦点を当てており、それ以上のコメントはしない。これに関してすぐに皆さんと他のニュースを共有できることを楽しみにしている」と述べた。
2022年11月上旬にこの出来事について矛盾する報告が発表された。Kurvitzによると、開発スタジオであるZaum Studio OÜは当初Margus Linnamäeにより大部分の株式が所有されていたが、その後、Tütreke OÜにより買収された。TütrekeはZaum StudioのCEOのIlmar Kompusが2021年に株式購入を通じて所有した株式会社である。株式購入に使われた資金はZaum Studioから持ち出され、不正に購入されたとKurvitzとRostovは主張した。それと同時にKurvitzとRostovは株式購入に異議を申し立て、Zaum StudioからIPを取り戻そうとした。また、KompusがZaum Studioから『ディスコ エリジウム』の続編の基盤となるスケッチ4枚を1ユーロで購入し、そのスケッチをZaum Studioへ480万ユーロで再度売却し、事実上、KompusがTütrekeを通してZaum Studioを買収するために使われた資金の一部を獲得するのに利用されたとKurvitzとRostovは主張する。KurvitzとRostovは自分たちの降格を含め、Zaum Studioの経営方針の変化に気づき、疑問を提起したが解雇された。KurvitzとRostovは依然として『ディスコ エリジウム』の知的財産権に対する権限があり、そのため、売却を阻止する決定権があったはずであると主張した。Zaum Studioは声明の中で非難を退け、退職した社員はスタジオで問題を起こしたため解雇されたと述べ、KurvitzとRostovは「職務や仕事に従事しておらず」暴言を吐いたり、他の社員を差別したりしたと主張した。Zaum Studioの社員は『GamesIndustry.biz』に匿名で回答し、状況は両者の主張の中間にあると述べた。
本作の製作総指揮のKaur Kenderがこの問題に関する訴訟を起こした。KenderはZaum Studioの経営の変化に対して同じような質問をしたが、それが解雇につながった。Kenderは訴訟を起こし、Kompusに100万ユーロを請求した。さらに、KompusはTõnis Haavelに援助を受けたとKenderは主張した。Haavelはエストニアの投資家で、詐欺で有罪判決を受け、現在1150万ユーロの借金がある。HaavelはYessirnosir Ltdの大部分の株式を所有している。YessirnosirはZaum Studioのイギリスの子会社であり、本作の権利を保有している。Kenderの予備審問は2022年10月に行われ、予備審問にはKurvitzの陳述が含まれていた。KompusはTütrekeからZA/UMへ480万ユーロを返金したため、Kenderは2022年12月までに訴訟を取り下げた。KurvitzとRostovは依然としてZaum Studioを買収する際に違法行為があったと主張し、抗議している。

## その後

### テレビドラマ化
ZA/UMは2020年に制作プロダクションのdj2 Entertainmentと組んで、ゲームを基にしたテレビシリーズを制作すると発表した。